# Tống Đào
Tống Đào (tiếng Trung: 宋涛; sinh tháng 4 năm 1955) là kỹ sư cao cấp, tiến sĩ kinh tế học, chính khách và nhà ngoại giao cao cấp của nước Cộng hòa Nhân dân Trung Hoa. Ông là Ủy viên Ủy ban Trung ương Đảng Cộng sản Trung Quốc khóa XX, nguyên là Bộ trưởng Bộ Liên lạc Đối ngoại Ủy ban Trung ương Đảng Cộng sản Trung Quốc. Trước khi được bổ nhiệm là người đứng đầu cơ quan đối ngoại của Đảng Cộng sản Trung Quốc, ông từng là Đại sứ Trung Quốc tại Guyana, Philippines, Bí thư Ủy ban Kiểm tra Kỷ luật Đảng ủy Bộ Ngoại giao và Thứ trưởng Bộ Ngoại giao Cộng hòa Nhân dân Trung Hoa.

## Tiểu sử

### Thân thế
Tống Đào là người Hán sinh tháng 4 năm 1955 ở Tú Thiên, tỉnh Giang Tô. Tháng 3 năm 1973, dưới thời kỳ Cách mạng Văn hoá ông tham gia đội sản xuất ở nông thôn tại huyện Sa, tỉnh Phúc Kiến.

### Giáo dục
Tống Đào tốt nghiệp chuyên ngành kinh tế chính trị tại Đại học Sư phạm Phúc Kiến.
Tháng 9 năm 1988 đến tháng 8 năm 1991, ông theo học tại Đại học Monash ở Úc.

### Sự nghiệp
Tháng 9 năm 1975, Tống Đào gia nhập Đảng Cộng sản Trung Quốc. Năm 1978, Tống Đào khởi đầu sự nghiệp ở quê hương tỉnh Phúc Kiến làm giáo viên rồi Phó Chủ nhiệm khoa của khoa công nghiệp khai thác rừng, Học viện Lâm nghiệp Phúc Kiến. Năm 1986, ông được cử làm Phó Chủ nhiệm Văn phòng Học viện Lâm nghiệp Phúc Kiến. Năm 1991, ông được bổ nhiệm làm Chủ nhiệm Văn phòng Học viện Lâm nghiệp Phúc Kiến. Năm 1992, ông chuyển sang làm Viện trưởng Viện Nghiên cứu Công nghiệp nhẹ Phúc Kiến. Năm 1995, ông được luân chuyển giữ chức Phó Bí thư Huyện ủy huyện La Nguyên, tỉnh Phúc Kiến. Năm 1997 đến năm 2000, ông đảm nhiệm chức vụ Trợ lý Tổng Giám đốc Tổng Công ty Công nghiệp Dệt may Phúc Kiến rồi Phó Chủ tịch Công ty Đầu tư Tín thác Quốc tế Phúc Kiến.
Năm 2001, Tống Đào được bổ nhiệm giữ chức Tham tán Đại sứ quán Cộng hòa Nhân dân Trung Hoa tại Cộng hòa Ấn Độ. Tháng 3 năm 2002, ông được bổ nhiệm làm Đại sứ Đặc mệnh Toàn quyền nước Cộng hòa Nhân dân Trung Hoa tại Cộng hoà Hợp tác Guyana. Tháng 9 năm 2004, ông được luân chuyển giữ chức Cục trưởng Cục Công tác Nước ngoài, Bộ Ngoại giao Trung Quốc. Tháng 9 năm 2007, ông được bổ nhiệm làm Đại sứ Đặc mệnh Toàn quyền nước Cộng hòa Nhân dân Trung Hoa tại Cộng hòa Philippines. Tháng 8 năm 2008, ông được luân chuyển về làm Ủy viên Đảng ủy Bộ Ngoại giao, Bí thư Ủy ban Kiểm tra Kỷ luật Đảng ủy Bộ Ngoại giao Trung Quốc, phụ trách công tác giám sát, chống tham nhũng. Tháng 9 năm 2011, ông được bổ nhiệm giữ chức vụ Thứ trưởng Bộ Ngoại giao Cộng hòa Nhân dân Trung Hoa. Tháng 11 năm 2013, ông được điều chuyển làm Phó Chủ nhiệm Văn phòng Tiểu tổ lãnh đạo Công tác Đối ngoại Trung ương. Tháng 9 năm 2014, ông được bổ nhiệm giữ chức Phó Chủ nhiệm Thường trực Văn phòng Tiểu tổ lãnh đạo Công tác Đối ngoại Trung ương, với hàm tương đương của Bộ trưởng.
Tháng 10 năm 2015, Tống Đào là thành viên Đoàn đại biểu Đảng Cộng sảng Trung Quốc do Ủy viên Thường vụ Bộ Chính trị Lưu Vân Sơn dẫn đầu tham dự các hoạt động kỷ niệm 70 năm Ngày thành lập Đảng Lao động Triều Tiên và thăm hữu nghị chính thức Triều Tiên. Tháng 11 năm 2015, Tống Đào được bổ nhiệm làm Trưởng Ban Liên lạc Đối ngoại Trung ương Đảng Cộng sản Trung Quốc, thay cho ông Vương Gia Thụy. Ngày 24 tháng 10 năm 2017, tại Đại hội Đảng Cộng sản Trung Quốc lần thứ XIX, ông được bầu làm Ủy viên Ban Chấp hành Trung ương Đảng Cộng sản Trung Quốc khóa XIX.